# زن‌صفتی
زن‌صفتی وجود ویژگی‌های زنانه در پسران یا مردان است، به ویژه ویژگی‌هایی که برای مردان یا رفتار مردانه غیرمعمول تلقی می‌شوند. این ویژگی‌ها شامل نقش‌های جنسیتی، کلیشه‌های جنسیتی، رفتارها و ظواهر است که از نظر اجتماعی با زنان و دختران مرتبط است. در طول تاریخ، مردانی که زن‌صفت تلقی می‌شدند، با تعصب و تبعیض مواجه بوده‌اند، مانند مردان همجنس‌گرا که اغلب زنانه تصور می‌شوند. با این حال، زنانگی، مردانگی و سایر اشکال بیان جنسیت مستقل از گرایش جنسی هستند.